# NGC 848
NGC 848 is een balkspiraalstelsel in het sterrenbeeld Walvis. Het hemelobject werd op 1 november 1886 ontdekt door de Amerikaanse astronoom Lewis A. Swift.

## Synoniemen
- PGC 8299
- MCG -2-6-36
- MK 1026
- Arp 318
- KUG 0207-105
- IRAS02078-1033